# Stazione di Atsugi
La stazione di Atsugi (厚木駅?, Atsugi-eki) è una stazione ferroviaria di interscambio situata nella città di Ebina, nella prefettura di Kanagawa, in Giappone, e serve la linea Sagami della JR East e la linea Odakyū Odawara.

## Linee
JR East
■ Linea Sagami
Ferrovie Odakyū
● Linea Odakyū Odawara

## Struttura
Il fabbricato viaggiatori è in comune fra le due compagnie, così come l'area tornelli, sebbene formalmente appartenga alla linea Odawara. Il binario singolo della linea Sagami della JR Si trova in superficie, mentre le ferrovie Odakyū si trovano su un viadotto al secondo piano.

### Linea Sagami
| 1 | ■ Linea Sagami | per Ebina, Hashimoto e Hachiōji (linea Yokohama) |  |
| 1 | ■ Linea Sagami | per Chigasaki                                    |  |

### Linea Odawara
| 1 | ● Linea Odakyū Odawara | per Odawara e Hakone-Yumoto              |  |
| 2 | ● Linea Odakyū Odawara | per Sagami-Ōno, Shinjuku e linea Chiyoda |  |

## Stazioni adiacenti
| «                                          | Servizio                               | »            |
| Linea Sagami                               | Linea Sagami                           | Linea Sagami |
| ------------------------------------------ | -------------------------------------- | ------------ |
| Shake                                      | Locale                                 | Ebina        |
| Linea Odakyū Odawara                       |                                        |              |
| Ebina                                      | Locale Semiesp. sezionale Semiespresso | Hon-Atsugi   |
| L'espresso e l'espresso rapido non fermano |                                        |              |